# Zoropsis media
Zoropsis media là một loài nhện trong họ Zoropsidae.
Loài này thuộc chi Zoropsis. Zoropsis media được Eugène Simon miêu tả năm 1878.